# 太安 (前秦)
太安（385年八月-386年十月），一作太平，是十六国时期前秦政权前秦哀平帝苻丕的年号，共计2年。
太安二年十一月前秦高帝苻登即位，改元太初元年。

## 纪年
| 太安 | 元年  | 二年  |
| ---- | ----- | ----- |
| 公元 | 385年 | 386年 |
| 干支 | 乙酉  | 丙戌  |

## 参看
- 中国年号索引
- 其他时期使用的太安年号
- 同期存在的其他政权年号
  - 太元（376年-396年）：東晉皇帝晋孝武帝司马曜的年号
  - 凤凰（386年二月-十一月）：张大豫自立年号
  - 白雀（384年四月-386年四月）：后秦政权姚苌年号
  - 建初（386年四月-394年四月）：后秦政权姚苌年号
  - 燕元（384年-386年二月）：后燕政权慕容垂年号
  - 建兴（386年二月-396年四月）：后燕政权慕容垂年号
  - 更始（385年-386年二月）：西燕政权慕容冲年号
  - 昌平（386年二月-三月）：西燕政权段随年号
  - 建明（386年三月）：西燕政权慕容顗年号
  - 建平（386年三月）：西燕政权慕容瑶年号
  - 建武（386年三月-九月）：西燕政权慕容忠年号
  - 中兴（386年十月-394年八月）：西燕政权慕容永年号
  - 建义（385年九月-388年六月）：西秦政权乞伏国仁年号
  - 太安（386年十月-389年正月）：后凉政权吕光年号
  - 登国（386年-396年六月）：北魏政权拓跋珪年号